# Abraham Albert Hijmans van den Bergh

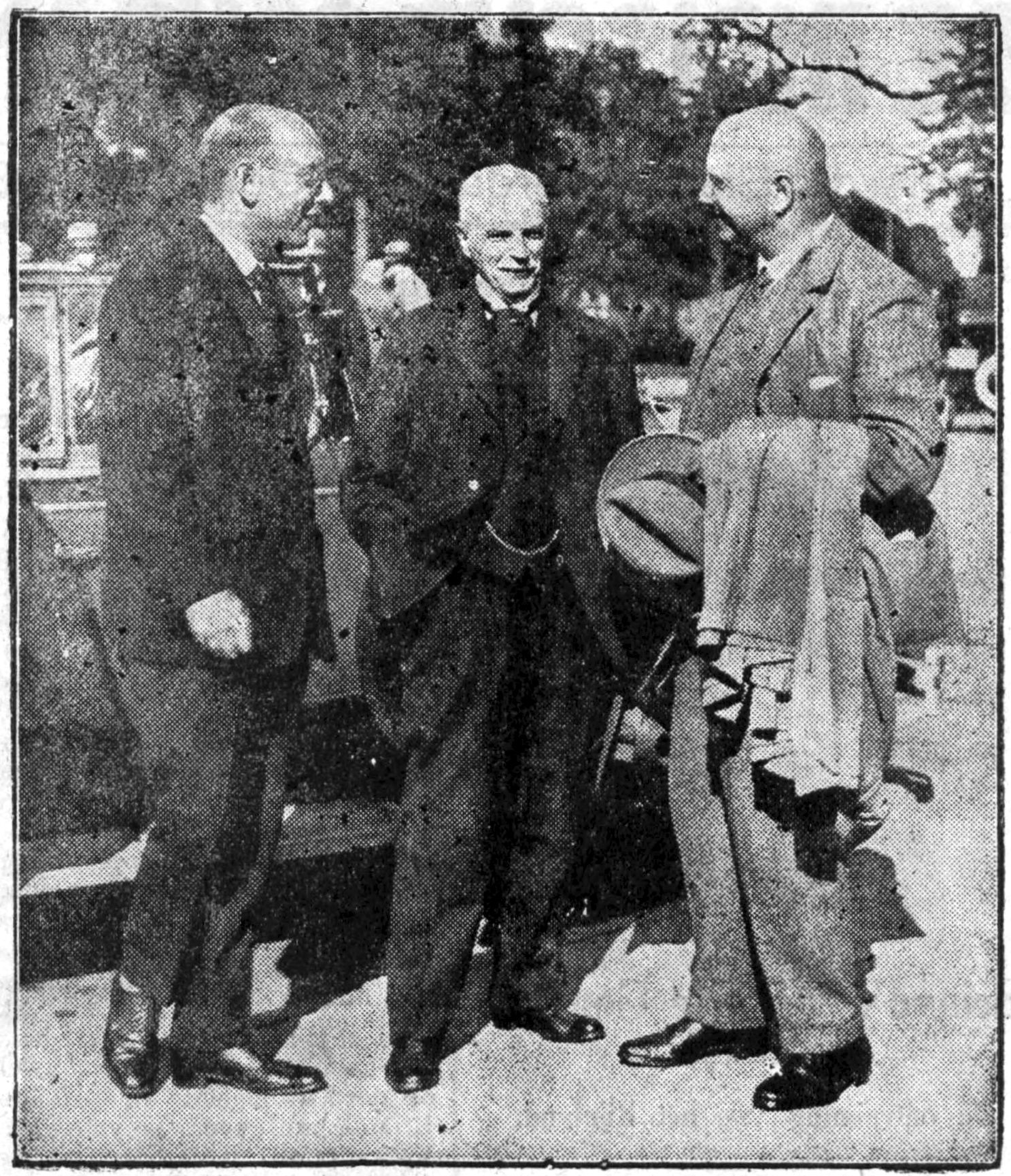
Hijmans van den Bergh te midden van Isidore Snapper en Leonard Polak Daniels bij congres voor stofwisselingsziekten, 1928

Abraham Albert Hijmans van den Bergh (Rotterdam, 1 december 1869 – Utrecht, 28 september 1943) was een Nederlandse arts.
Hijmans van den Bergh studeerde in Leiden, en promoveerde in 1896 in dezelfde stad met een dissertatie over de toxiciteit van urine en de theorie van auto-intoxicatie. Na zijn promotie werd hij assistent bij professor Nolen, hoogleraar inwendige geneeskunde te Leiden. Na een verhuizing naar Rotterdam, was hij van 1900 tot 1912 verbonden aan het Coolsingelziekenhuis. Van 1912 tot 1918 was hij hoogleraar te Groningen. Tot slot, verhuisde hij naar Utrecht waar hij twintig jaar tot aan zijn emeritaat de post van hoogleraar inwendige geneeskunde bezette.
Hijmans van den Bergh publiceerde in samenwerking met C.D. de Langen en Isidore Snapper als eerste een leerboek inwendige geneeskunde (Titel: "Leerboek der Inwendige Geneeskunde") in Nederland. Daarnaast heeft hij veel pionierswerk verricht op de derivaten van hemoglobine: de porfyrines en bilirubine. 
De reactie voor bepaling van bilirubine in het bloed draagt zijn naam en wordt nog steeds in de kliniek toegepast. Het Hijmans van den Berghgebouw, het gebouw voor medische studies van de Universiteit Utrecht in De Uithof, is naar hem vernoemd. Zijn wetenschappelijke verdiensten vonden verder erkenning in een lidmaatschap van de Koninklijke Nederlandse Akademie van Wetenschappen, KNAW, in 1919, verder in koninklijke onderscheidingen, eredoctoraten te Brussel (1934) en Athene (1937), en tal van erelidmaatschappen van binnen-en buitenlandse genootschappen. 
Hijmans van den Bergh was van Joodse afkomst, maar doordat hij gemengd gehuwd was kwam hij tijdens de oorlog niet in moeilijkheden.